# Подорож на Місяць
«Подорож на Місяць» (фр. Le Voyage dans la Lune) — німа короткометражна фарсова комедія 1902 року, що пародіює сюжети романів Жуля Верна «Із Землі на Місяць» і Герберта Уеллса «Перші люди на Місяці». Була поставлена режисером Жоржем Мельєсом за власним сценарієм. Вважається першим науково-фантастичним фільмом в історії кінематографу. За версією нью-йоркського тижневика «The Village Voice», стрічка входить у сотню найвизначніших фільмів, займаючи 84 місце.

## Сюжет

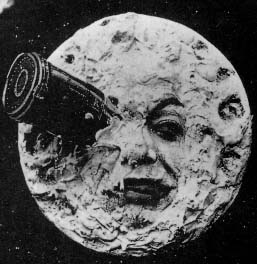
Кадр з чорно-білої версії фільму

Вчений робить в Академії доповідь про можливість польоту на Місяць. Після бурхливих дискусій вирішено відправити на Місяць експедицію, для якої будується космічний корабель у вигляді порожнього снаряда, який запускається в космос пострілом з величезної гармати. Снаряд падає на Місяць. Академіки виходять на поверхню Місяця, любуються видом на Землю й лягають спати. Ранком вони йдуть досліджувати знайдену печеру, де зустрічають стрибаючих селенітів (у фільмі їх зображували професійні акробати). Розправившись із селенітами за допомогою парасольок, учені вирішують повернутися на Землю, сідають у снаряд, після чого останній академік зіштовхує снаряд із краю Місяця й сам стрибає слідом. Снаряд падає в океан і благополучно допливає до гавані. Прибулих мандрівників з пошаною зустрічають співвітчизники.

## Кольорова версія
Режисер зняв стрічку в двох версіях — чорно-білій та кольоровій, яку розфарбовували вручну (як і щонайменше 4 % усієї продукції Мельєса, зокрема, фільми Королівство фей, Неможлива подорож , Сон раджі та Севільський цирульник
). Тривалий час кольорову версію фільму вважали втраченою. Лише 1993 року анонімний колекціонер подарував її барселонській фільмотеці. Однак стрічка перебувала в занедбаному стані. За реставрацію стрічки, яка тривала цілий рік, взялась лабораторія Technicolor (Лос-Анджелес). Прем'єра фільму з новим саундтреком французької групи «Air» відбулась на Каннському кінофестивалі 11 травня 2011 року.

## «Хранитель часу»
Про Жоржа Мельєса та його стрічку «Подорож на Місяць» йдеться у сучасному фільмі Мартіна Скорсезе «Хранитель часу».

## Значення
Фільм вважається одним з безумовних шедеврів раннього кінематографа завдяки постановочної винахідливості Мельєса: він блискуче витримав іронічну інтонацію і наповнив картину спецефектами, більшість яких винайшов сам.
Хрестоматійну популярність придбав кадр, де снаряд потрапляє Місяцю прямо в око.

## Прем'єра
Прем'єра фільму у Франції відбулася 1 вересня 1902 року.

## Цікаві факти
- Зберігся ремейк цього фільму, поставлений в 1908 році Сегундо де Шомон під назвою «Екскурсія на Місяць» (фр. Excursion dans la lune).
- Скорочений варіант «Подорожі на Місяць» як своєрідну «передмову» включили до фільму Майкла Андерсона «Навколо світу за 80 днів» (1956).
- Сюжет фільму був використаний у відеокліпі пісні Tonight Tonight музичної групи The Smashing Pumpkins, а також «Heaven For Everyone» групи Queen.
- У 1993 році якийсь анонімний колекціонер приніс в дар фільмотеці Каталонії в Барселоні вважався безповоротно втраченим кольоровий варіант фільму. Проте плівка була у вкрай жалюгідному стані. Тривалий процес відновлення фільму завершився в 2011 році. «Друга прем'єра» фільму відбулася на 64-му Каннському кінофестивалі.